# هينيف
هِينِيف (زِيْغْ) (بالألمانية: Hennef (Sieg)) هي مدينة ألمانية تقع في منطقة راين-زيغ Rhein-Sieg-Kreis في شمال ولاية شمال الراين-ويستفاليا ويقدر عدد سكانها بـ 45,573 نسمة وتشمل ما يقرب 100 بلدة محلية أو قرية على نهر زيغ Sieg، بل إن عدد المناطق التي تم تجميع بعضها في بلدات محلية، أعلى من ذلك العدد، ومن هنا جاءت تسمية مدينة هينيف أيضاً باسم «مدينة 100 قرية». تحدها من الغرب وشمال غرب زيغبورغ ووزانكت آوغستين، ومن الشمال نوينكرشن-زيلشايد Neunkirchen-Seelscheid وروبيتشروث، في الشرق بلدية أيتورف Eitorf ، ومن الجنوب الشرقي بلدية أزباخ Verbandsgemeinde Asbach في ولاية راينلاند-بالاتينات (راينلاندبفالتس) ومن الجنوب كونيغسفينتر.

## المدن توأمة مع هينيف
مدن بانبوري، Le Pecq، Gmina Nowy Dwór Gdański وسلجوق هي مدن توأمة لـهينيف (زيغ).